# Туула
Ту́ула (эст. Tuula) — деревня на севере Эстонии в волости Сауэ уезда Харьюмаа. На севере деревня граничит с Валингу, на западе с Охту, на юге с Пяллу, на востоке с Ээсмяэ и Йыгисоо. В 2012 году население деревни составляло 232 человека. Старейшина деревни — Рейн Рига.
Граница Туула с деревнями Валингу, Ээсмяэ и Йыгисоо проходит по реке Кейла.

## История
На территории деревни находятся два культовых камня. Оба объекта представляют археологическую ценность и охраняются государством.
Первые упоминания о деревне содержатся в датской поземельной книге 1241 года. Поселение в ней упоминается под названием «Tulalæ».
В 1620—1630-х годах в Туула была построена дворянская мыза. Первым владельцем мызы был Ханс Эльверинг. С 1716 усадьбой владела Анна Гертруда Гёбель, а с 1733 семья фон Рентель. На рубеже XVIII и IX веков, мыза короткое время находилась в собственности фон Рехекампфов и фон Толей. В 1845 мыза перешла Самсон-фон-Гиммельшернам, которые ей владели до отмены сословий в 1919 году.
В 1866 году, во время Эстляндской губернии, на основе земель мызы Туула была создана волость Туула, которая просуществовала до 1891 и была объединена с волостью Сауэ.
Современная территория Туула включает в себя территорию ранее существовавшего поселения Кокута, Туула-Сууркюла и земли побочной мызы Сууре-Ару.

## Природа
На юго-западе на территорию деревни частично попадает охраняемое государством болото Сууре-Ару (эст. Suure-Aru soo), место произростания восковницы обыкновенной.

## Население
| 2005 | 2006  | 2007  | 2008  | 2009  | 2010  | 2011  | 2012  |
| ---- | ----- | ----- | ----- | ----- | ----- | ----- | ----- |
| 202  | ↗ 205 | ↗ 211 | ↗ 217 | ↗ 223 | ↘ 222 | ↗ 243 | ↘ 232 |